# Florin Țurcanu (politician)
Florin Țurcanu (n. 12 august 1972, Botoșani, România) este un fost  politician român, deputat în legislatura 2008-2012 și președintele al Consiliului Județean Botoșani între 2012-2016.

## Controverse
Pe 6 ianuarie 2011 Florin Țurcanu a fost trimis în judecată de Parchetul de pe lângă Înalta Curte de Casație și Justiție pentru fals intelectual.
Pe 11 decembrie 2014 Țurcanu a fost condamnat definitiv de Curtea de Apel Suceava la 6 luni de închisoare cu suspendare în acest dosar.
Pe 13 aprilie 2016 Florin Țurcanu a fost trimis în judecată de DNA pentru trafic de influență și spălare de bani.
Pe 9 decembrie 2022 Țurcanu a fost condamnat definitiv Curtea de Apel Suceava la 2 ani și 6 luni închisoare cu executare în acest dosar.